# سرماداری

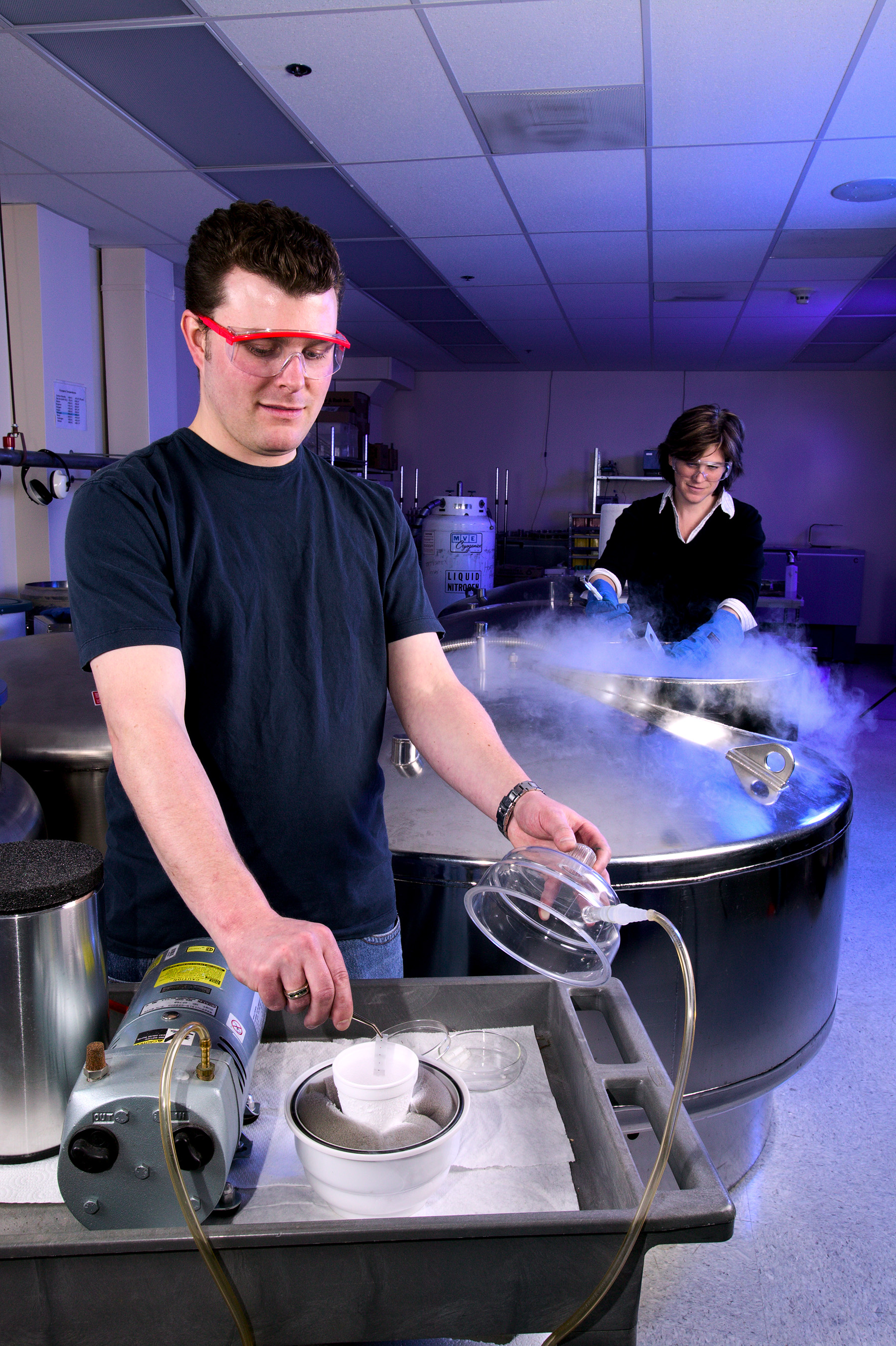
سرماداری جوانهٔ گیاه. مخزن باز نیتروژن مایع در پشت.

زَم‌داری یا حفظ سرمایشی یا سرماداری یا انجماد فرایندی است که طی آن یاخته‌ها یا بافت‌ها از طریق سرمایش زیر صفر نگهداری و حفاظت می‌شوند. دماهای بکار رفته معمولاً پیرامون -۸۰° یا -۱۹۶° سانتیگراد است (یعنی نقطه جوش نیتروژن مایع).
در چنین دماهای پایینی همه فعالیتهای زیستی حتی فعالیتهای زیست-شیمیایی که به مرگ یاخته‌ها می‌انجامد بازمی‌ایستد. البته یاخته‌های سرماداری شده (منجمد) اغلب به هنگام ذوب به دمای اتاق آسیب می‌بینند.

## پی‌نوشت
1. ↑  «زَم» به معنی سرما و سردی است، مانند زمستان